# Wonder Teacher
Wonder Teacher (tiếng Thái: อัศจรรย์คุณครูเทวดา; RTGS: At-sa-chan Khun-khru The-wa-da) là một bộ phim truyền hình Thái Lan phát sóng năm 2015–2016 với sự tham gia của Udomnak Kerttisak.
Bộ phim được sản xuất bởi GMMTV và Sea Studio. Đây là một trong hai bộ phim truyền hình được GMMTV giới thiệu vào ngày 25 tháng 8 năm 2015 cùng với Room Alone 2. Bộ phim được phát sóng vào lúc 10:00 (ICT), thứ Bảy trên One31, bắt đầu từ ngày 3 tháng 10 năm 2015. Bộ phim kết thúc vào ngày 12 tháng 3 năm 2016.

## Diễn viên
Dưới đây là dàn diễn viên của bộ phim:

### Diễn viên chính
- Udomnak Kerttisak vai thầy Asanee

### Diễn viên phụ
- Oranicha Krinchai (Proud) vai cô Ple
- Acharanat Ariyaritwikol (Nott) vai thầy Thas
- Marisa Kaapro (Daniela) vai Prim
- Pumipat Paiboon (Prame) vai Richter
- Vichayut Limratanamongkol (Best) vai Typhoon
- Akeburud Sophon (Suice) vai Isaac
- Sutthipha Kongnawdee (Noon) vai Pudthan
- Chawinroj Likitcharoensakul (Fame) vai Phatra
- Tytan Teepprasan vai Sharp
- Korapat Kirdpan (Nanon) vai Book
- Apichaya Saejung (Ciize) vai Cherry

### Khách mời
- Sarunchana Apisamaimongkol (Aye) vai Marry (em gái của Typhoon)
- Veerakaarn Nuchanart (Puaen)